# Morillo de Monclús
Morillo de Monclús (en aragonés Moriello de Monclús) es una localidad española dentro del municipio de La Fueva, en el Sobrarbe, provincia de Huesca, Aragón.
Sus dispersas casas y los accidentes geográficos dividen el pueblo en dos barrios: Alto y Bajo, entre los que se entremezclan campos de cultivo.

## El pueblo y su patrimonio artístico
El barrio alto debió de estar coronado por el castillo, puesto que quedan los restos de la fortificación medieval del siglo XI. Asimismo, se halla un oratorio dedicado a San Miguel, con fecha 1821. Es de un solo vano, con sala y ábside rectangulares. El torreón es anterior y aspilleredado y se encuentra junto a la iglesia, datando de los siglos XVI-XVII.
La iglesia románica está dedicada a San Cristóbal, reformada en el siglo XVII. Conserva el ábside semicircular, con arco de medio punto, bajo atrio, sobre el que se levanta la torre de tres cuerpos. La puerta da a levante y la torre sobre el atrio. Tiene una nave rectangular, con capillas en los laterales. Todavía quedan restos de una pintura mural. La iglesia perteneció al arcedianato de Tierrantona en 1279, después al obispado de Lérida y finalmente al de Barbastro en 1571.

## Historia
La primera mención de este asentamiento data de 1102, en el Murel de Tierrantona, con 20 fuegos (hogares) en 1543.
Tuvo ayuntamiento propio desde 1834 hasta la década de 1960. En 1845 se unió Formigales, Rañín, Rolespé, Tierrantona y Troncedo. En 1960 se unió Clamosa, Muro de Roda y Toledo de Lanata para formar el nuevo municipio de La Fueva.
En esta población fue asesinado Gonzalo, hijo menor de sancho el grande de pamplona, que fue conde llamado también rey de Sobrarbe y Ribagorza, el 26 de junio de 1043, 1044 o 1045.

## Geografía humana

### Demografía
| Gráfica de evolución demográfica de Morillo de Monclús entre 1842 y 1960 |
| |
| Población de derecho según los censos de población del INE Población de hecho según los censos de población del INEEntre el censo de 1857 y el anterior, crece el término del municipio porque incorpora a 225110 (Formigales), 225189 (Pallaruelo de Boltaña), 225209 (Rañín), 225254 (Tierrantona) y 225259 (Troncedo) Entre el censo de 1970 y el anterior, este municipio desaparece porque se agrupa en el municipio 22113 (La Fueva) |